# Dekalog, dziesięć
Dekalog, dziesięć (polonès: Decàleg, deu) és la desena part de Dekalog, la sèrie de pel·lícules dramàtiques dirigides pel director polonès Krzysztof Kieślowski per a televisió, connectada amb el desè imperatiu de els Deu Manaments: "No cobejaràs." En contrast amb el to desolador dels altres episodis de la sèrie, Dekalog X és una comèdia negra.
Dos germans (Jerzy Stuhr i Zbigniew Zamachowski) hereten una valuosa col·lecció de segells del seu pare difunt i aviat es consumeixen i s'obsessionen amb la seva inesperada. Els germans es veuen embolicats en una sèrie de desventures mentre intenten entendre, protegir i ampliar la seva nova fortuna.

## Argument
La història comença en un concert del grup punk City Death. Hi ha una multitud de joves escoltant la música i el líder del grup i cantant, Artur (Zbigniew Zamachowski). Un home que s'obre camí entre la multitud, Jerzy (Jerzy Stuhr), saluda amb urgència a Artur, que posteriorment es revela com el germà petit d'en Jerzy. Jerzy informa a Artur que el seu pare Czesław "Root" Janicki ha mort. Els germans, la relació dels quals amb el seu pare era llunyana i tensa, gestionen el procediment funerari amb ambivalència.
Assistint al desemborsament de les seves possessions, els germans arriben al pis del seu pare, que, tot i que brut i auster, és amb portes d'acer, tancat amb múltiples panys i molt alarmat. S'assabenten que a l'interior del pis hi ha una gran col·lecció de segells. També s'hi acosta un veí ben visible que diu que el seu pare li devia molts diners. L'home s'ofereix sospitosament a agafar "alguna cosa del pis" per igualar el deute, però Jerzy l'acomiada amb cautela i es compromet a pagar-li més tard.
Cap dels dos germans té coneixements sobre la col·lecció de segells o els articles de la col·lecció del seu pare. Decideixen esperar a una fira local de segells per obtenir una taxació. A proposta del seu germà, Jerzy agafa sense pensar una sèrie de segells de Zeppelin de la República de Weimar Flugpost Polarfahrt 1931 per donar-li al seu fill. Artur va a una mostra de col·leccionistes de segells i allí es troba amb el president de l'associació que reconeix el fill de "Root" Janicki; es troba amb els dos germans a l'apartament del seu pare i els diu que tota la col·lecció val una quantitat impressionant de diners. Jerzy aviat descobreix que el seu fill va canviar els segells Zeppelin per centenars de segells sense valor. Rastreja els segells fins al propietari d'una botiga de segells local que, tot i adquirir els segells a través d'un comerç deslleial, ara els té legalment i rebutja els intents de recuperació de Jerzy.
Artur i Jerzy s'interessen a poc a poc més per l'àmplia col·lecció de segells del seu pare, i cada home es troba passant cada cop més temps al pis. Mentre exploren i llegeixen sobre els segells de la col·lecció, els germans es tornen paranoics a poc a poc i decideixen equipar l'apartament amb més seguretat i un gos guardià. Mentrestant, l'Artur idea un pla per obligar el propietari de la botiga a retornar els segells de Zeppelin. Després de recuperar amb èxit la sèrie, el propietari de la botiga reconeix els dos homes com els fills de Root i els parla del Mercuri Vermell, una sèrie incompleta de la qual posseeixen dos dels tres. Els germans, després d'haver après que la sèrie completa és inestimable i única, es fixen en adquirir el segell que falta. El propietari de la botiga, sota misteriosos auspicis, els ofereix una proposta: revela que ell mateix és el propietari del segell que falta, i que estarà disposat a canviar-lo només si Jerzy dona el seu ronyó a la filla malaltissa del propietari de la botiga. .
Després de moltes deliberacions, la nova obsessió d'Artur i Jerzy per la col·lecció del seu pare empeny Jerzy a acceptar l'acord. Artur visita l'hospital durant l'operació del seu germà i decideix esperar a l'hospital mentre duri el procediment. Quan Jerzy surt, un Artur emotiu li diu al seu germà que la col·lecció de segells va ser robada mentre ell era a l'hospital. Només queda l'únic segell de Mercuri Vermell aconseguit en el comerç. En la frustrada conseqüència, els germans denuncien el crim a la policia i decideixen passar temps separats. Amb la seva paranoia creixent, es denuncien de manera independent a la policia. Malgrat aquestes acusacions inicials, els germans finalment observen que el propietari de la botiga i el veí sospitós des del principi de la pel·lícula coincidien amb l'estafador que va estafar el fill de Jerzy amb els segells de Zeppelin. Tot i que no es revela explícitament, l'escena suggereix que tots aquests homes eren còmplices en el robatori de segells. Els germans es reuneixen al pis del seu pare i descobreixen amb diversió que recentment tots dos han comprat exactament la mateixa sèrie de segells a l'oficina de correus. Davant la seva ceguesa cap als veritables delinqüents, la consciència que la cobdícia va provocar el trencament de la seva relació i l'absurd de la seva pèrdua, els germans es reconcilien entre rialles.

## Repartiment
- Zbigniew Zamachowski - Artur
- Jerzy Stuhr - Jerzy
- Henryk Bista - botiguer
- Olaf Lubaszenko - Tomek
- Maciej Stuhr - Piotrek
- Róże Europy - City Death

Actors d'altres episodis interpretant diferents papers:
- Anna Gornostaj
- Cezary Harasimowicz
- Daniel Kozakiewicz
- Henryk Majcherek,
- Elzbieta Panas
- Jerzy Turek
- Grzegorz Warchol